# Ласарільйо де Тормес
Ласарільйо де Тормес (ісп. Lazarillo de Tormes) — іспанський роман, опублікований анонімно близько 1552 року, до нас дійшли лише новіші видання, надруковані в 1554 році в Бургосі, Алькалі, Антверпені та Медіні-дель-Кампо. В історії європейської літератури цей твір вважається попередником пікарескного роману. Повна іспанська назва — La vida de Lazarillo de Tormes y de sus fortunas y adversidades («Життя маленького Лазаря з Тормеса, його доля й нещастя»).
Існує багато припущень щодо особи автора. Не вщухають дискусії про авторство роману, особливо в дослідженнях останніх років, дедалі частіше використовуються методи комп'ютерного аналізу, зокрема стильометрії.

## Зміст

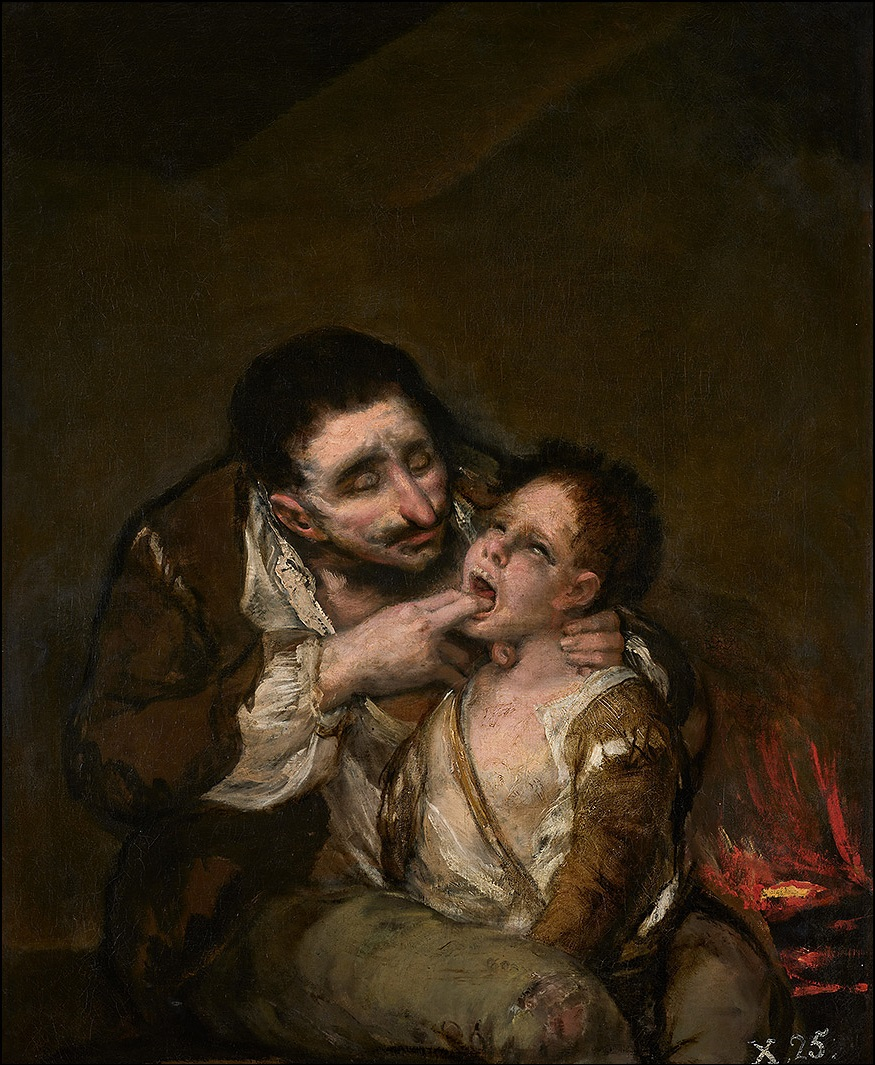
Картина Франсіско де Гої: Сліпий шукає з'їдену ковбасу в роті Ласарільйо

Оповідач від першої особи Ласаро описує свій «злет» від найбідніших верств університетського містечка Саламанка на річці Тормес до «респектабельної» посади міського глашатая в тодішній столиці Іспанії Толедо . У передмові оповідач зазначає, що його епістолярна розповідь має на меті переконати незнайомця, до якого він звертається як Vuestra Merced (Ваша честь), допомогти йому в суперечці. Справа не повністю пояснена, але виявилося, що вона стосується його весілля зі слугою архієрея де Сан-Сальвадор . Очевидно, священик не хоче відпускати жінку, і Ласаро звинувачує його в небажаних сексуальних стосунках з нею.

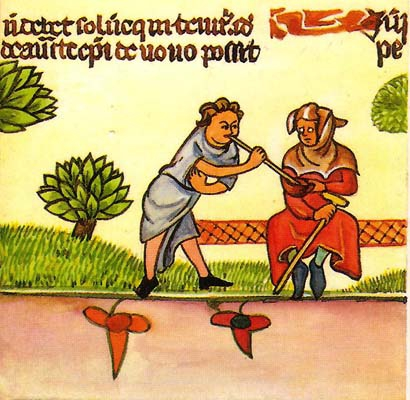
Мініатюра 14 ст Століття: Ласарільйо краде вино у свого сліпого господаря довгою соломинкою

Роман складається із семи розділів. У перших трьох розділах Ласаро описує, як ще дитиною мати віддає його в наймити, і як він страждає від голоду з кожним з перших трьох господарів, хоча соціальне становище його господарів покращується. Спочатку він служить сліпому, який навчить його багатьом прийомам жебракування та обману. Але сліпий хоче дати йому дуже мало їжі та монет, які той здобув. Однак Ласаро здатний знову і знову красти в нього їжу завдяки хитрості. Його другий господар — священник, який ще більш скупий і мало не доводить Ласаро до голодної смерті. Нарешті, третій пан — збіднілий лицар, який потурає честі та лицарським чеснотам, не маючи навіть пристойного ліжка чи навіть достатньої кількості їжі для себе та свого слуги.
У розділах з IV по VI Ласаро описує своє підвищення в соціальній ієрархії. Розділи IV і VI містять лише кілька сторінок, на яких Пікаро отримує перші в житті черевики й, нарешті, заробляє достатньо грошей на пристойний одяг, працюючи слугою капелана. У п'ятому розділі Ласаро стає свідком обману свого господаря, торговця індульгенціями, щодо деяких Пікаро, над якими він потім знущається. Наприкінці розділу Ласаро раз і назавжди відрікається від свого минулого.
В останньому розділі оповідач від першої особи розповідає про випадок, заради якого він написав листа. Після короткого опису деяких подальших кар'єрних кроків, він повідомляє, як його призначають архієрейським глашатаєм за наказом архієпископа Сан-Сальвадора, пропонують будинок і жінку, в яку він справді закохується. Після весілля жінка залишається служницею протоієрея, а містом (Толедо) ширяться чутки, що священник має з нею роман. Хоча Ласаро описує цей час як найщасливіший у своєму житті, він підсумовує, що втратив честь під час свого соціального зростання, намагаючись здобути визнання.

## Рецепція

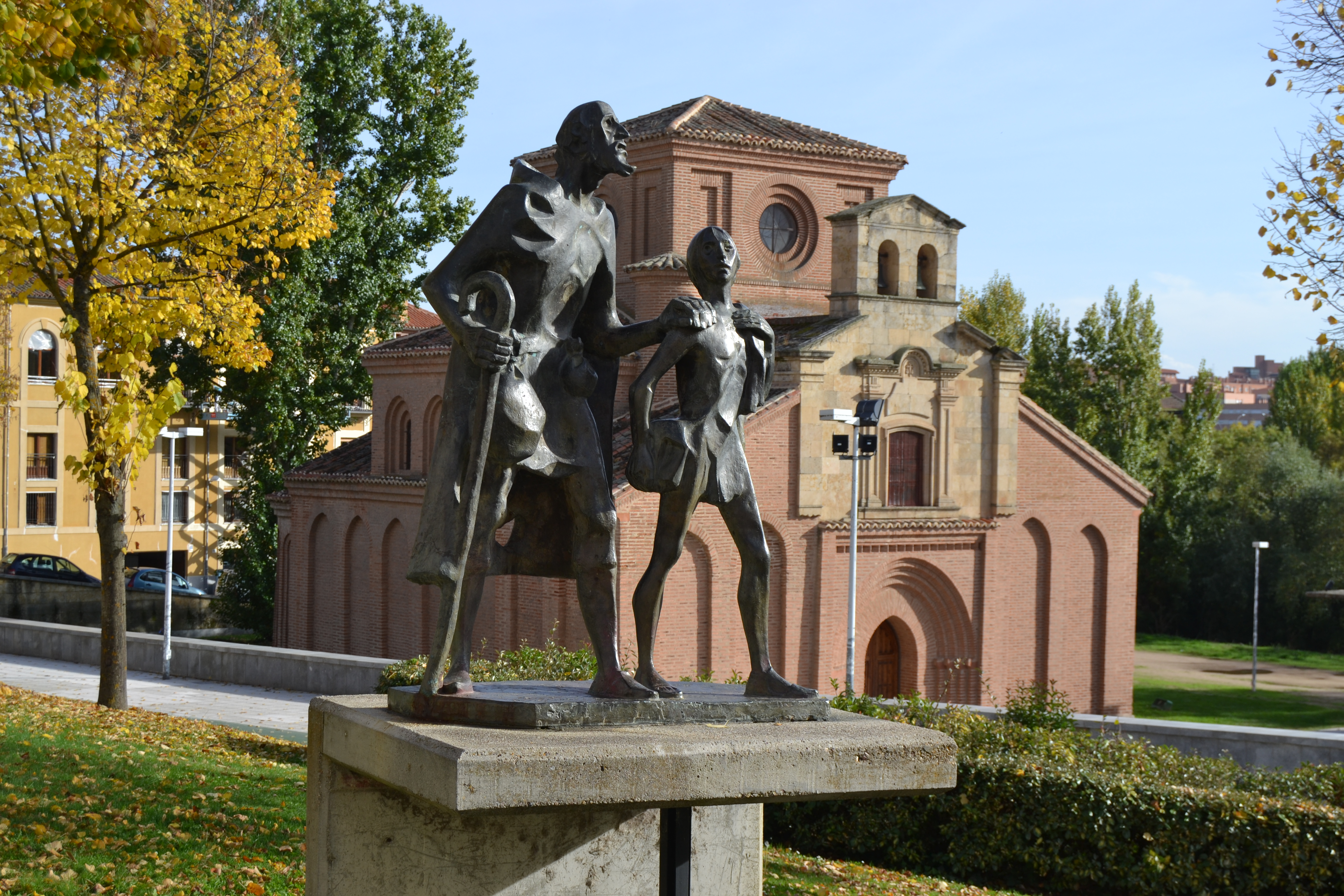
Пам'ятник Ласарільйо біля річки Тормес у Саламанці

Роман був написаний у 16-17 століттях. Перекладений на більшість західноєвропейських мов у XIX столітті (напр. перше німецькомовне видання датується 1617 роком) і користувався великою популярністю, що пояснюється, зокрема, незвичайною для того часу перспективою оповіді роману. Реалістичне, іноді різке і завжди з тонким гумором зображення умов життя простого населення в часи золотої доби різко контрастує зі стилем популярних у той час романтизованих лицарських романів. Книгу негайно заборонила іспанська корона, а інквізиція включила її до Index Librorum Prohibitorum у 1559 році, оскільки обидві інституції приписували роману антиклерикальні тенденції. Однак це звинувачення, яке не можна повністю відкинути, насправді сприяло зростанню популярності твору серед читачів. У 1573 році роман було дозволено знову опублікувати, щоправда, в цензурованій версії, з якої було вилучено деякі фрази, а IV і V розділи були повністю відсутні.
«Лазарільйо» був не лише настільки успішним, що надихнув щонайменше два «сиквели» інших авторів, але й започаткував літературний жанр, який був підхоплений по всій Європі (наприклад, «Сімпліціссімус» Гріммельсгаузена). Тип «антигероя», якого втілює Ласаро, досі є важливим елементом в літературі, а тепер і в кіно.
Роман залишив чіткий відбиток на іспанській мові та культурі: деякі уривки та цитати все ще є загальновідомими сьогодні, а слово lazarillo зокрема досі використовується як назва собаки-поводиря через дуже популярний епізод на початку книги. Роман Мігеля де Сервантеса " Дон Кіхот " також запозичив декі мотиви від цього твору.

## Екранізації
- 1959: Розбійник із Саламанки (El lazarillo de tormes) Сесар Фернандес Ардавін .
- 2001: Ласаро з Тормеса (Lázaro de Tormes) Фернандо Фернана Гомеса, Хосе Луїса Гарсіа Санчеса .
- 2013: El lazarillo de Tormes by Juanba Berasategi .
- 2015: El lazarillo de Tormes Педро Алонсо Паблоса.